# Csatár (Transformers)
Csatár (Sideswipe) egy autobot szereplő a Transformers univerzumban.

## Jellemzése

### G1 képregény
Csatár egy bátor robot. Ugyanolyan képzett, mint ikertestvére, Napcsillantó, de kevésbé kegyetlen. Át tud alakulni egy piros Lamborghini Countachtá, míg az ikertestvére, Napcsillantó, egy sárga Lamborghini Countachtá. Csatár egyike volt azon kevés G1 Autobotnak, akik tudtak repülni.

### G1 Rajzfilm sorozat
Csatár része volt az eredeti Autobot legénységnek és a Bárka fedélzetén volt, amikor lezuhant a Földre négymillió évvel ezelőtt. Társival együtt felébredt, és az ikertestvérével azonos márkájú és típusú alakot kapott: Lamborghini Countach (annyiban különböznek, hogy Csatárnak piros, míg ikertestvérének sárga a színe). 1. és 2. évadban is Michael Bell kölcsönözte a hangját.

### Transformers (élő szereplős mozifilmek)
Jellemzése
Csatár kicsit nagyképű, de nagyon ügyes, gyors harcos. Nem a legkomolyabb Autobot, de ez nem baj, mert ha komoly harcra kerül sor, ahol a társai élete múlik, akkor a lehető legkeményebben küzd. Néha önfejű, ezért sokszor esik bajba. Ha társai nem lennének, már rég halott lenne.
Fegyverzete
Csatár fegyverei közt van gépágyú: egy a hátán, a másik pedig a hátából kijövő "fegyvertartó"-ban helyezkedik el. De ezeket ritkán használja, mert Csatár jobban szereti kihasználni saját testi előnyéit: Nagyon gyors, hajlékony és rugalmas. Lábain az alt módja kerekei vannak, ezzel gurul, vagyis görkorcsolyázik. Képes akár 400 km/h sebességet is elérni. Lábai olyanok, mintha visszaverő rugók lennének. Tele van rugókkal, huzalokkal. Jobban szereti a közelharcot. Főfegyverei a kezén lévő pengék, amik olyan élesek, hogy akár a világ legkeményebb anyagát is átvágja velük. Ezeket képes pörgetni, forgatni és ha úgy adódik, el is dobja őket.
Képességei
Csatár egyéni, sajátos testfelépítéssel rendelkezik. Képes bármilyen mozdulatra.

### Transformers: A bukottak bosszúja
Sanghaj egy elhagyatott ipartelepén csata készülődik. Az Autobot Acélfej, Csatár, Szán, Sárfogó, Arcee, Chromia, Elita-1 és a NEST katonái meg akarják támadni a Demolishort nevű hatalmas álcát. De végül csak a NEST tagjai ütköznek meg vele. A harc közben felbukkan egy másik álca, Mellékút (Sideways) is. Lenox Csatárt hívja, aki felugorva néhányat belelő, a hátán lévő gépágyúval, majd belevágja jobb kezén lévő pengéjét. Földet érés után a pengével ketté hasítja Mellékutat, Optimusz fővezér pedig Demolishort öli meg. Következő harcba lépése akkor következik, amikor Megatron megöli Optimusz fővezért. Harmadik akcióba lendülése a film végén van Egyiptomban. Most rákényszerül, hogy használja gépágyúját, illetve a nem annyira méretes lövegeit. Nagy jelentősége nincs a harcban.
A filmben az alakja egy szürke (ezüstös) Chevrolet Corvette Stingray Concept.

### Transformers: A Hold sötétsége
Csatár első szereplése a film elején volt: Csatár, Űrdongó, Délibáb és Que (aki egy fekete Mercedes-Benz E550 alakját vette fel, aminek az oldalán zászlók vannak), megtámadtak egy illegális atom telepet a Közel-Keleten. Utolsó akcióba lépése a végső csatában volt. Konkrét harcot nem látni. De foglyul ejtették az álcák négy társával együtt: Űrdongóval, Racsnival, Délibábbal és Queval, akit megöltek. Ezután az őt foglyul ejtett álcák ellen harcol. Túlélte a végső összecsapást Optimusz fővezérrel, Racsnival, Űrdongóval, Délibábbal és a három Rontóval. Ebben a részben  a jármű alakja egy szürke (ezüstös) Chevrolet Corvette Stingray Speedster Concept volt.

### Transformers: Robots in Disguise (televíziós sorozat, 2015)
Csatár (a sorozatban egyszerűen csak Sideswipe) egy nagyképű és idegesítő autobot, viszont harc esetén kemény is tud lenni. 
Csatárnak az életeleme a gyorsulás, nem szereti, sőt, kifejezetten utálja, ha lassan kell menni. 
Nagyon szereti idegesíteni Drift két minikonját, Jetstormot és Slipstreamet. 
Van egy kedvesebb oldala, amit csak Windblade-nek mutat meg.